# Борнбергюм
Борнбергюм (нід. Boornbergum) — село в нідерландській провінції Фрисландія. Входить до муніципалітету Смаллінгерланд.
Його площа становить 8,44 км², а населення станом на 2021 рік складало 1 775 осіб.
Перша згадка про населений пункт датується 1543 роком.